# مهرجان الفانوس
مهرجان الفانوس أو مهرجان الفانوس الربيعي هو مهرجان صيني يتم الاحتفال به في اليوم الخامس عشر من الشهر الأول في التقويم الصيني القمري. يقع عادة في فبراير أو أوائل مارس في التقويم الميلادي، وهو يمثل اليوم الأخير من احتفالات رأس السنة الصينية التقليدية. ومنذ عهد أسرة هان الغربية (206 قبل الميلاد - 25 م)، أصبح مهرجانًا ذا أهمية كبيرة. أثناء مهرجان الفوانيس، يخرج الأطفال ليلًا وهم يحملون فوانيس ورقية ويحلون الألغاز على الفوانيس.
في العصور القديمة، كانت الفوانيس بسيطة إلى حد ما، وكان للإمبراطور والنبلاء وحدهم فوانيس كبيرة ومزخرفة. في العصر الحديث، تم تزيين الفوانيس بالعديد من التصميمات المعقدة. على سبيل المثال، تصنع الفوانيس الآن على شكل حيوانات. ويمكن أن ترمز الفوانيس إلى الأشخاص الذين يتركون الماضي ويبدأون حياة جديدة، والتي سيتركونها أيضا في العام المقبل في نفس المهرجان. تكون ألوان الفوانيس دائما حمراء وترمز إلى الحظ الجيد.

المهرجان بمثابة يوم أُبوساثا [الإنجليزية] على التقويم الصيني. ولا ينبغي الخلط بينه وبين مهرجان منتصف الخريف؛ والذي يعرف أحيانًا باسم «مهرجان الفوانيس» في مواقع مثل سنغافورة وماليزيا. أصبح مهرجان الفانوس مشهورًا أيضًا في الدول الغربية، خاصة في المدن التي تضم جالية صينية كبيرة. أما في لندن، يقام مهرجان المصابيح السحرية سنويًا.

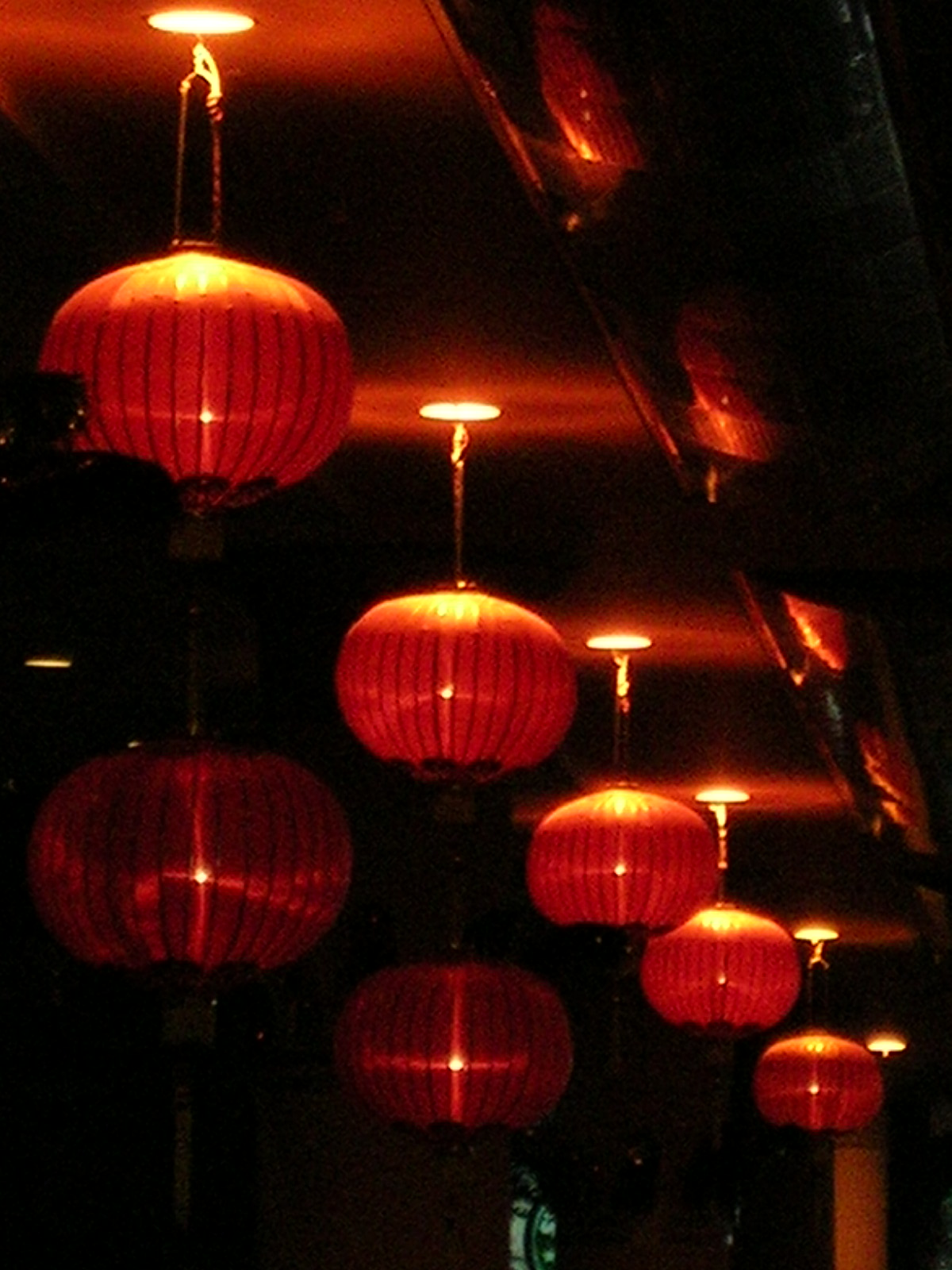
الفوانيس الحمراء، وغالبا ما تُشاهد خلال الاحتفالات في الصين

## الأصل والأساطير
هناك العديد من المعتقدات حول أصل مهرجان المصابيح. ومع ذلك، تعود جذورها إلى أكثر من 2000 عام وترتبط شعبيا بعهد الإمبراطور مينغ هان [الإنجليزية] في الوقت الذي كانت فيه البوذية تنتشر في الصين. كان الإمبراطور مينغ من دعاة البوذية ولاحظ أن الرهبان البوذيين كانوا يضيئون الفوانيس في المعابد في اليوم الخامس عشر من الشهر القمري الأول. نتيجة لذلك، أمر الإمبراطور مينغ جميع الأسر والمعابد والقصر الإمبراطوري بإضاءة الفوانيس في ذلك المساء. من هناك تطورت إلى العرف الشعبي. وأصل آخر محتمل هو الاحتفال بـ«هبوط الظلام في فصل الشتاء» وقدرة المجتمع على «التحرك ليلا بنور من صنع الإنسان»، أي الفوانيس. أما خلال عهد أسرة هان، كان المهرجان مرتبطًا بـ Ti Yin، إله نجمة الشمال.

## التسمية في مختلف البلدان
في ماليزيا وإندونيسيا، يُعرف باسم هوكين؛ وتعني «الليلة الخامسة عشرة». في اليابان، يُعرف مهرجان الفوانيس باسم رأس السنة اليابانية أو شوغاتسو. في كوريا، يعرف المهرجان بعدة أسماء، بما في ذلك "정월 대만 월" و "정월 대보름" و "상원" و"원소" و "원석" و "오기 일". في فيتنام، يعرف المهرجان بعدة أسماء، مثل "R "m Tháng Giêng«أو»T «t Nguyên Tiêu«أو»Têt Thượng Nguyên».

### القرن السادس وما بعده

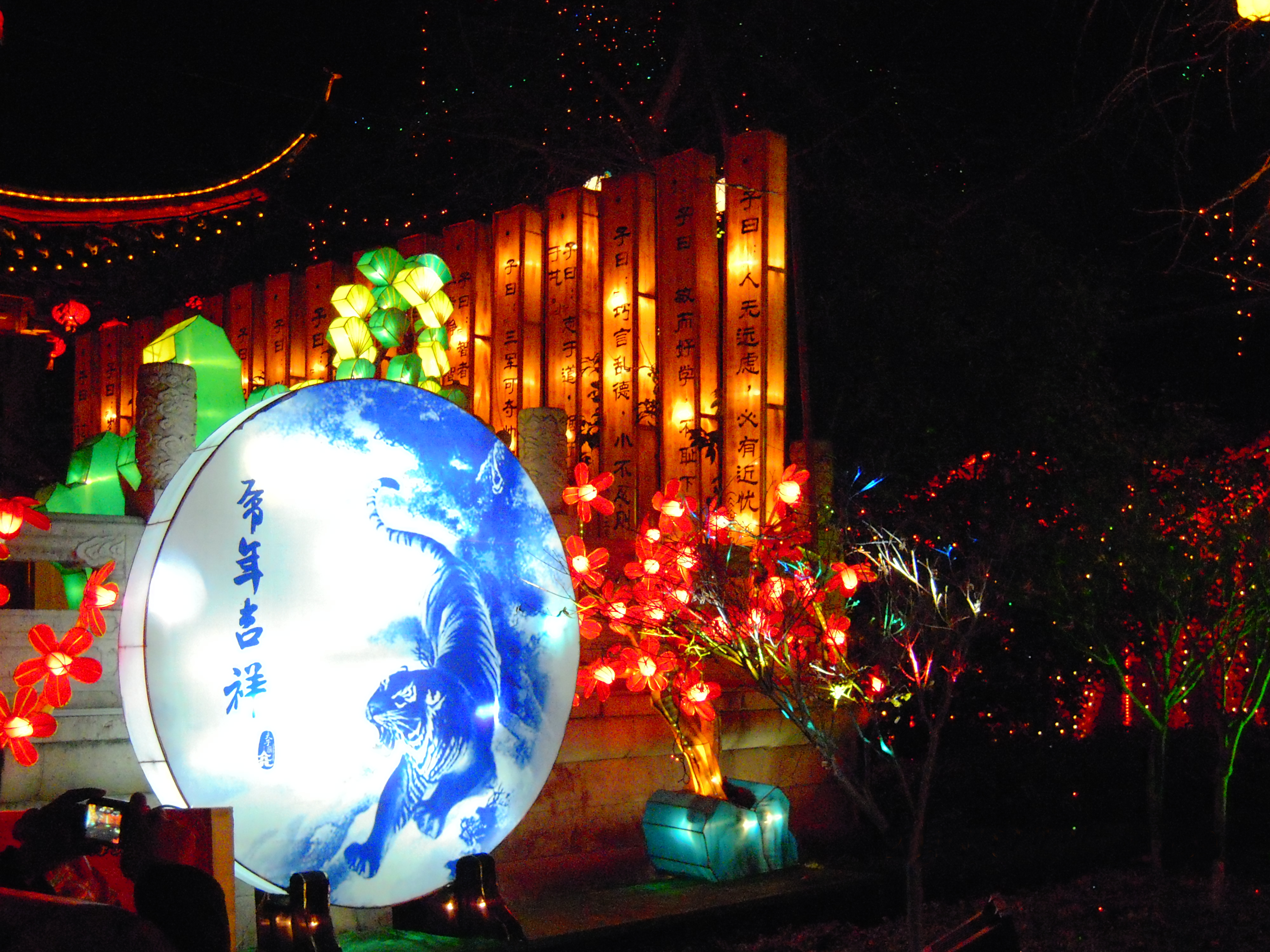
الفوانيس في معرض تشينهواي للفوانيس

حتى عهد أسرة سوي في القرن السادس، دعا الإمبراطور يانغدي مبعوثين من بلدان أخرى إلى الصين لمشاهدة الفوانيس المضاءة الملونة والاستمتاع بالعروض الاحتفالية.
مع بداية عهد أسرة تانغ في القرن السابع، تستمر عروض المصابيح لمدة ثلاثة أيام. كما رفع الإمبراطور أيضًا حظر التجول، مما سمح للناس بالاستمتاع بالفوانيس الاحتفالية ليلا ونهارا. وليس من الصعب العثور على قصائد صينية تصف هذا المشهد السعيد.
في عهد أسرة سونغ، تم الاحتفال بالمهرجان لمدة خمسة أيام وبدأت الأنشطة تمتد إلى العديد من المدن الكبرى في الصين. تم استخدام الزجاج الملون وحتى اليشم لصنع الفوانيس، مع شخصيات من الحكايات الشعبية ترسم على الفوانيس.[بحاجة لمصدر]
ومع ذلك، أقيم أكبر احتفال بمهرجان الفانوس في أوائل القرن الخامس عشر. استمرت الاحتفالات لمدة عشرة أيام. حيث وضع الامبراطور تشنغزو منطقة وسط المدينة كمركز لعرض الفوانيس. حتى اليوم، هناك مكان في بكين يسمى Dengshikou . في اللغة الصينية، يعنيدينغ الفانوسوشي هو السوق. أصبحت المنطقة سوقا حيث تباع الفوانيس خلال اليوم. وفي المساء، يذهب السكان المحليون إلى هناك لرؤية الفوانيس المضاءة الجميلة المعروضة.[بحاجة لمصدر]
اليوم، لا يزال عرض الفوانيس حدثًا كبيرًا في اليوم الخامس عشر من الشهر القمري الأول في جميع أنحاء الصين. في مدينة تشنغدو في جنوب غرب الصين بمقاطعة سيتشوان، على سبيل المثال، يكون فيها مهرجان فوانيس كل عام في حديقة الثقافة، والعديد من التصميمات الجديدة تجذب أعدادًا كبيرة من الزوار. أكثر الفوانيس اللافتة للنظر هو سارية التنين. هذا الفانوس على شكل تنين ذهبي، يرتفع حتى 38 مترا، ويطلق الألعاب النارية من فمه. واعتمدت مدن مثل هانغتشو وشانغهاي على الفوانيس الكهربائية والنيون، والتي يمكن رؤيتها غالبًا بجانب فوانيس الورق أو نظيراتها الخشبية. وهناك نشاط شعبي آخر في هذا المهرجان هو تخمين الألغاز الفانوسية (التي أصبحت جزءًا من المهرجان خلال عهد أسرة تانغ). وغالبًا ما تحتوي على رسائل لحسن الحظ وجمع شمل الأسرة والحصاد الوفير والازدهار والحب.[بحاجة لمصدر] تماما مثل اليقطينة المنحوتة المضيئة لعيد الهالوين في العالم الغربي، كما تعلم الأسر الآسيوية أبنائها نحت وتفريغ حبة الفجل / موولي / دايكون إلى فانوس كاي-تو.[بحاجة لمصدر]

### مظاهر الإحتفال
رقص الأسد (舞 狮子)، والمشي على ركائز (踩高跷)، وألعاب الألغاز (猜 灯谜)، ورقصة التنين (耍 龙灯) تحظى بشعبية كبيرة خلال مهرجان الفوانيس. 